# Leucospis pinna
Leucospis pinna är en stekelart som beskrevs av Grissell och Cameron 2002. Leucospis pinna ingår i släktet Leucospis och familjen Leucospidae.
Artens utbredningsområde är Ecuador. Inga underarter finns listade i Catalogue of Life.